# 丸 (雑誌)
『丸』（まる、MARU）は日本の月刊雑誌。 1948年2月に聨合プレス社より創刊。その後、聨合出版社を経て、1954年からは潮書房（現・潮書房光人新社）が出版している。

## 歴史
潮書房のウェブサイトによれば、創刊当初の編集部には、常に数人の専属記者がいた。専属記者による取材記事とノンフィクションの体験記事を掲載するB6判の雑誌で、当時占領国のアメリカで刊行されていた有名月刊誌『リーダーズ・ダイジェスト』と同じサイズを選定した。毎日新聞の取材によれば、当初は総合誌として政治、経済、文化などの話題を取り上げていた。その後、自衛隊が発足し、旧日本軍関係者の中でも「今だから言える」という機運が高まったことを受け軍事専門誌への転換を行った。その間に発行が潮書房に引き継がれ、戦争体験の収集に専念するようになる。また、1950年代には現在のようなB5サイズとなった。
なお誌名の『丸』は、日の丸ではなく、英語の“Round”を意味して命名されたものであると言う。その意味を同社は「一つの山には幾つもの登山ルートがあるように一つの事象、一切の事物、生類等々、いかなるものも見るに際しては、できる限り多くの方向から、ぐるりと円形の方向から見ることが必要である。そうすることによって、一方に偏することなく、見るものを正確に把握できる。」と説明している。

## 概要
軍事雑誌として、太平洋戦争当時の軍艦、軍用機、戦車などの兵器や、その運用、作戦の解説、当事者による回顧録、戦史研究、戦史博物館や戦争遺跡の紹介だけでなく、現代の各国の軍備解説、兵器や演習、航空祭のフォトレポート等の記事を掲載している。毎号かなりの分量となること、紙質が写真主体の同業他誌より劣るパルプ紙を使用していた1990年代までの本誌は1センチメートルを超えていた。毎日新聞の取材に対して2004年当時の編集長竹川真一は「兵器好きのマニアだけが読む雑誌」「好戦的」といった印象は誤解であり、「実際にあった戦争の実態を伝えようというのが目的」であり、海賊からの商船護衛のように「軍事は生活からかけ離れたものではない」ことを伝えるよう意識していると回答した。
日本の戦後復興が進むに連れて、陸海空等、特定の分野を専門とする雑誌も刊行されていった中で、軍事分野の総合誌としてのスタンスを守っているが、後発の総合軍事誌『軍事研究』が創刊された際には横田博之のように移籍した者もいる。下記の別冊にも現れているように日本海軍関係を重視する傾向はある。『軍事研究』との相違点は、記事中で関係者を批判することはあっても記事名から公然と他者を批判するような題名がつけられることはほとんどないことや、兵器の受注事情などにはほとんど関心を示さないことがある。
研究や回顧録は月をまたいでの連載となることが多く、連載後に潮書房の関連会社である光人社から単行本化されることも多い。
旧軍関連の記事では旧軍の電文風の特徴的な扇情的題名がつけられることが多い。
竹川によれば、2000年代に入ると太平洋戦争期に10代の兵隊であった人でも70代の高齢者となり、体験談の収集と高齢の読者層が減少傾向にあることを認めており、従来の編集姿勢を継続する一方で読者層の開拓のため国際情勢分析やゲーム紹介、装備調達や国際貢献のあり方への問題提起などにも力を入れるようになったと言う。
2017年に発行元の潮書房光人社が産経新聞出版の子会社になったことに伴い、『丸』編集部が所蔵する真珠湾攻撃など戦史の写真を、産経新聞写真報道局が最新技術で画像処理してアーカイブ化することが公表された。

## 別冊
別冊、増刊類はこれまで多種が企画されてきた。基本的にB5判である。

### 特集丸
1957年から1959年まで刊行。月刊。

### 丸グラフィック クォータリー
季刊。1970年ごろから刊行を開始し1970年代中に終刊した。写真集である。軍用機関連、各国の艦船（戦艦、空母、巡洋艦、駆逐艦、潜水艦など特定の艦種）を扱ったものが刊行された。別冊としては珍しく、海外の兵器を特集した巻が多数刊行された。1978年発行の「米国の潜水艦」で34号を数えた。

### 丸メカニック
特定の兵器を特集した写真主体の企画で航空機を対象とし「世界軍用機解剖シリーズ」と銘打っている。文林堂の『世界の傑作機』シリーズと比較して日本陸海軍関係の機体が多い。1976年11月号より刊行を開始し、1980年代まで継続した（1985年1月号のBf109とFw190を扱った巻で50号となっている）。
丸メカニックの別冊として『零戦　全一冊・決定版』が1980年刊行されている。
のちにニ～三機種を合本とした『軍用機メカ・シリーズ』として再版された。さらにこの『軍用機メカ・シリーズ』は判型を変え『図解・軍用機シリーズ』として再版されている。

### 丸スペシャル
1975年より1988年5月までに135号と、特別増刊号「軍艦メカ」が4巻刊行された。1976年半ばまでの表紙の標記は『丸special』となっておりこの頃は隔月刊である。『丸スペシャル』となってから月刊に移行した。丸本誌と比較して非常に薄いが、写真の掲載を中心に据えているため上質な紙を使用している。初期の号の初版分は中綴じだったが、後に黄色の背表紙を持つ無線綴じに変わった。表紙は当初、特集内容に関連した艦艇の写真だったが、第92号から第135号までは生頼範義、特別増刊号「軍艦メカ」では髙荷義之によるイラストになった。各号は特集という扱いになっているが事実上その特集で内容の全てとなっている。各号のシリーズ名は以下のとおり。
- 第1号から第56号まで：日本海軍艦艇シリーズ
- 第57号から第80号まで：海上自衛隊艦艇シリーズ
- 第81号から第91号まで：米海軍空母シリーズ
- 第92号から第111号まで：太平洋戦争/海空戦シリーズ
- 第112号から第135号まで：日本海軍艦艇発達史
- 特別増刊号「軍艦メカ」：(1) 日本の戦艦、(2) 日本の重巡、(3) 日本の空母、(4) 日本の駆逐艦

### 太平洋戦争証言シリーズ
丸別冊として1985年から1992年まで刊行。計20号。

### 戦争と人物
太平洋戦争証言シリーズの終了後に企画された。丸別冊として1993年1月より1996年4月まで刊行。計20号。不定期。

### 戦史と旅 丸エキストラ
丸別冊。戦史と人物の後に企画されたシリーズ。1996年11月より2002年7月まで刊行。隔月刊。

### 「丸」編集部名での単行本
全て日本海軍関係で光人社からの刊行となっている。
- 究極の戦艦大和 2007年8月
- 不滅の零戦 2008年1月
- 写真大空のサムライ / 坂井三郎[他]（新装改訂版） 2008年7月
- 最強戦闘機紫電改 2010年2月
- 「紫電改」戦闘機隊サムライ戦記 2010年7月
- 空母機動部隊 2010年8月
- 炎の翼「二式大艇」に生きる 2010年8月
- 重巡洋艦戦記 2010年12月

## 題字
刊行から1970年代までは、細い明朝風の書体であった。現在の題字は、短辺がくの字状になる独特の太ゴシック体で丸と書かれたものである。いずれも色は赤い字であることは一貫している。
題字の振り仮名は一貫してローマ字表記の「MARU」で、背表紙に加えて、2005年からは表表紙の「丸」にもローマ字表記がついた。

## その他
- のらくろ：田河水泡の漫画。1980年末に最終回となる「のらくろ喫茶店」をこの雑誌に掲載した[5]。